# Ítxnia
Ítxnia (en ucraïnès Ічня) és una vila de la província de Txerníhiv, Ucraïna. El 2021 tenia 10.585 habitants.
Fins al 18 de juliol de 2020, Ítxnia era el centre administratiu del districte homònim. Aquest districte quedà abolit el juliol de 2020 com a part de la reforma administrativa d'Ucraïna, que pretenia reduir el nombre de districtes de la província de Txerníhiv a només cinc. L'àrea del districte d'Ítxnia quedà integrada dins del districte de Priluki.